# Nonpareille
Non Plus Ultra (2 Punkt)
Microscopique (2,5 Punkt)
Brilliant (3 Punkt)
Diamant (4 Punkt)
Perl (5 Punkt)
Nonpareille (6 Punkt)
Insertio (6,5 Punkt)
Kolonel (7 Punkt)
Petit (8 Punkt)
Borgis (9 Punkt)
Korpus (10 Punkt)
Rheinländer (11 Punkt)
Cicero (12 Punkt)
Mittel (14 Punkt)
Tertia (16 Punkt)
Paragon (18 Punkt)
Text (20 Punkt)
Kanon (36 Punkt)
Konkordanz (48 Punkt)
Sabon (60 Punkt)
Die Nonpareille ist im Buchdruck ein Schriftgrad im Bleisatz mit einer Kegelhöhe von sechs (typographischen) Didot-Punkten oder drei Viertelpetit, das entspricht 2,256 mm. Die Entsprechung in sechs DTP-Punkten misst 2,117 mm.
Der Name Nonpareille bedeutet „die Unvergleichliche“. Im Verlagswesen wurde diese Schriftgröße hauptsächlich für Taschenbuch-Romane, Bibeln und Inseratsatz verwendet. Sie galt als der kleinste dauerhaft lesbare Schriftgrad, was ebenfalls entscheidend vom aufgegossenen Schriftbild abhing. Erstmals tauchte eine Nonpareille-Schrift 1490 bei einem Bibeldruck von Johann Froben in Basel auf, dann 1501 wieder bei einem kirchlichen Handbuch eines venezianischen Druckers.
Schriftmaße haben in vielen europäischen Ländern andere Namen oder gleiche Namen bezeichnen unterschiedliche Kegelhöhen. Schriften dieser Größe heißen in Frankreich Nonpareille, in Holland Nonparel, in England Nonpearl, in Spanien Nompareille und Italien Nompariglia.